# Sphinx poecila

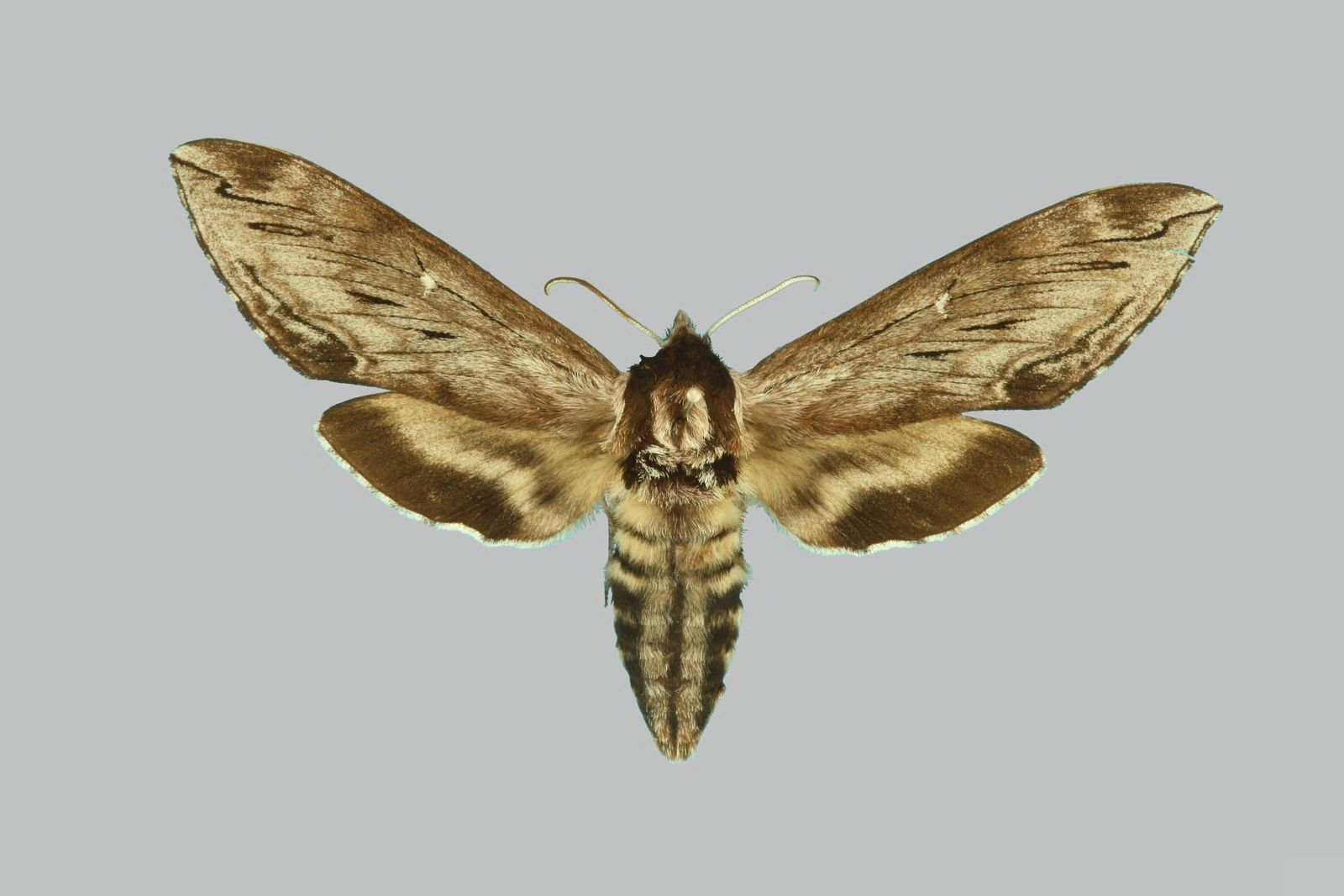
Sphinx poecila, Weibchen

Sphinx poecila ist ein Schmetterling (Nachtfalter) aus der Familie der Schwärmer (Sphingidae). Die Art wurde von James Francis Stephens 1828 erstbeschrieben. Grote und Robinson synonymisierten die Art 1865 unter Sphinx gordius, bis Clark sie 1920 zu einer  Unterart, Sphinx gordius borealis herabstufte. Erst Riotte erkannte 1980, dass es sich um zwei eigenständige Arten handelt. Bei der Art handelt es sich um den häufigsten Schwärmer in Kanada.

## Merkmale
Die Falter haben eine Vorderflügellänge von 32 bis 43 Millimeter. Sie sehen der nahe verwandten Art Sphinx gordius sehr ähnlich. Diese besitzt eine deutlich kontrastreichere Musterung als Sphinx poecila, was eine Bestimmung in vielen Fällen einfach macht. Das sicherste Bestimmungsmerkmal ist jedoch der Submarginalbereich der Vorderflügel, außerhalb der Postmedialbinde, der bei Sphinx gordius sehr dunkel, fast schwarz ist und deutlich mit der grauen Grundfarbe des übrigen Vorderflügels kontrastiert. Bei Sphinx poecila hat dieser Bereich dieselbe Farbe wie der Rest des Flügels, nur selten ist er am Analwinkel schwarz mit dunklen Schuppen überpudert. Sämtliche anderen in der Literatur genannten Bestimmungsmerkmale auf den Oberseiten der Vorderflügel führen nicht immer zu einer richtigen Bestimmung. Die Art ist variabel. Die meisten Individuen sind zumindest geringfügig verdunkelt, die schwarzen Muster sind aber nicht variabel. Die Intensität der weißen Beschuppung auf den Vorderflügeln ist ziemlich variabel. Es gibt sehr hell gefärbte Tiere, aber auch melanistische Formen.
Der Saum am Außenrand der Vorderflügel ist schwarz und weiß gescheckt, an den Hinterflügeln ist er nahezu vollständig weiß und nur wenig grau gescheckt. Die Vorderflügel sind dunkelgrau mit diffusen schwarzen und grauen Wellenlinien und einer Reihe von schwarzen Strichen, die in der Flügelspitze enden. Außerdem ist ein weißer Diskalfleck ausgebildet. Dieser unterscheidet die Art von Sphinx canadensis. Die Hinterflügel sind auf der Oberseite bräunlich grau und haben einen breiten schwarzen Rand und eine schwarze Medianlinie.
Die Raupen der beiden oben beschriebenen ähnlichen Arten sind sich ebenfalls sehr ähnlich. Beide Arten haben eine variable kräftige grüne Grundfarbe und sieben Paar schräge, weiße Seitenstreifen. Bei Sphinx gordius sind die weißen Streifen schmal und zum Rücken rötlich violett gerandet, wohingegen die Streifen bei Sphinx poecila breit sind und schwarz oder zumindest sehr dunkel gerandet sind. Die Stigmen sind bei ersterer Art rötlich violett, bei Sphinx poecila rostbraun. Der Kopf ist bei Sphinx gordius grün mit einem Paar dunkelgrüner vertikaler Streifen, bei Sphinx poecila ist er dunkelgrün mit hellgrünen Streifen. Außerdem sind die Raupen von Sphinx gordius ziemlich glatt und die Raupen von Sphinx poecila unterhalb der Stigmen stark mit Sekundärborsten versehen. Neben der grünen Farbmorphe gibt es auch eine hell weinrote und eine, die eine farbliche Mischung aus der grünen und weinroten Form ist.
Die Puppe ist rötlich braun. Ihre Rüsselscheide liegt frei. Auch sie sieht Sphinx gordius sehr ähnlich. Der Kremaster ist etwas breiter und verjüngt sich nicht so rasch zur Doppelspitze, die ziemlich stumpf ist.

## Vorkommen
Es ist schwierig die Verbreitung dieser Art anhand älteren Materials zu kartieren, da nicht feststellbar ist, welche Funde eigentlich Sphinx gordius betreffen. Die Art ist jedenfalls deutlich nördlicher verbreitet, als ihr Doppelgänger. Probleme der Abgrenzung gibt es im Nordosten der Vereinigten Staaten, der Region um die Great Lakes und die kanadischen Prärie-Provinzen bis in den äußersten Nordosten von Alberta.

## Lebensweise
Die Falter fliegen nachts häufig Lichtquellen an. Nachweise an Nektarblüten gibt es an Apocynum, Lonicera involucrata, Nachtkerzen (Oenothera), Gemeinem Flieder (Syringa vulgaris) und Phlox (Phlox).

### Flug- und Raupenzeiten
Die Falter fliegen offenbar überall in ihrem Verbreitungsgebiet in einer Generation von Ende Mai bis Ende Juli.

### Nahrung der Raupen
Die Raupen fressen an einer Vielzahl verschiedener Pflanzen, wie beispielsweise Heidelbeeren (Vaccinium), Ostamerikanische Lärche (Larix laricina), Spiersträucher (Spiraea) und Gagelstrauch (Myrica gale). Es gibt in der Literatur noch zahlreiche weitere Nahrungspflanzen, viele von diesen resultieren jedoch aus Verwechslungen mit Sphinx poecila.

## Entwicklung
Die Weibchen legen ihre Eier einzeln an den Blättern der Raupennahrungspflanzen ab. Die Raupen sind Einzelgänger und häufig tagaktiv. Die Verpuppung erfolgt in einer flachen Kammer knapp unter der Erdoberfläche.

## Belege